# Tabo (klooster)

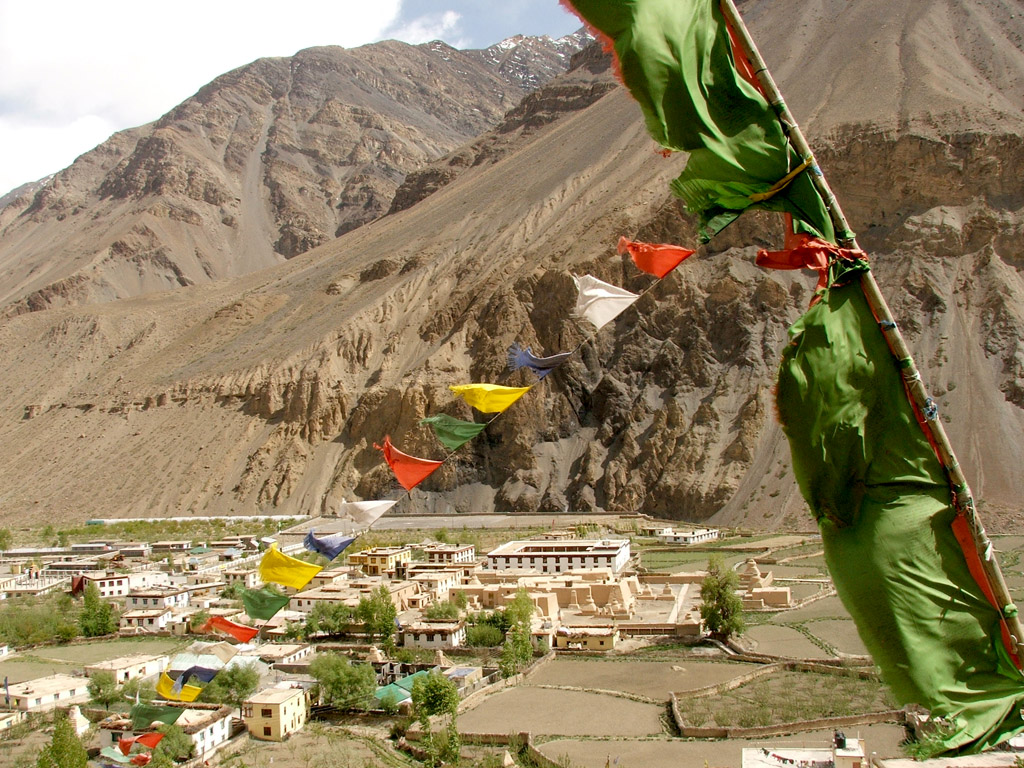
De gompa van Tabo

Tabo is een Tibetaans boeddhistisch klooster in Tabo in de Himachal Pradesh in India.
Het klooster is volgens legendes rond 996 gebouwd. De veertiende dalai lama Tenzin Gyatso sprak de wil uit in de laatste jaren van zijn leven in dit klooster te willen doorbrengen, omdat hij het als een van de heiligste Tibetaanse kloosters ziet. In 1996 hield hij tijdens de millenniumviering de Kalachakra-initiatieceremonie in Tabo, die bezocht werd door boeddhisten uit de hele wereld.
De tempels in het klooster hebben heel veel muurschilderingen en lemen beelden. De Archaeological Survey of India (ASI) heeft geprobeerd enkele schilderingen te herstellen die in de loop van de tijd verloren waren gegaan, maar dit is niet goed gelukt. Fotograferen in het klooster zelf is verboden.